# Manhattan Bridge
Manhattan Bridge – dwupoziomowy most wiszący nad East River w Nowym Jorku łączący Lower Manhattan z Brooklynem. Został otwarty w 1909 roku, osiem lat po rozpoczęciu budowy. Ma 2089 m długości i 37 m szerokości. Posiada trzy przęsła podwieszone na czterech kablach o długości ok. 980 m i średnicy 54 cm, rozpiętych na dwóch pylonach (wieżach) o wysokości 102 m. Najdłuższe przęsło ma 448 m długości. Na górnym poziomie mostu znajdują się dwie jezdnie z czterema pasami ruchu, po dwa w każdą stronę. Na poziomie dolnym mieści się jedna trójpasmowa jezdnia jednokierunkowa (ruch tylko w kierunku Manhattanu), cztery tory metra, chodnik i ścieżka rowerowa.
Według danych z 2008 roku każdego dnia przez most przejeżdża ok. 70 tys. pojazdów mechanicznych.

## Historia

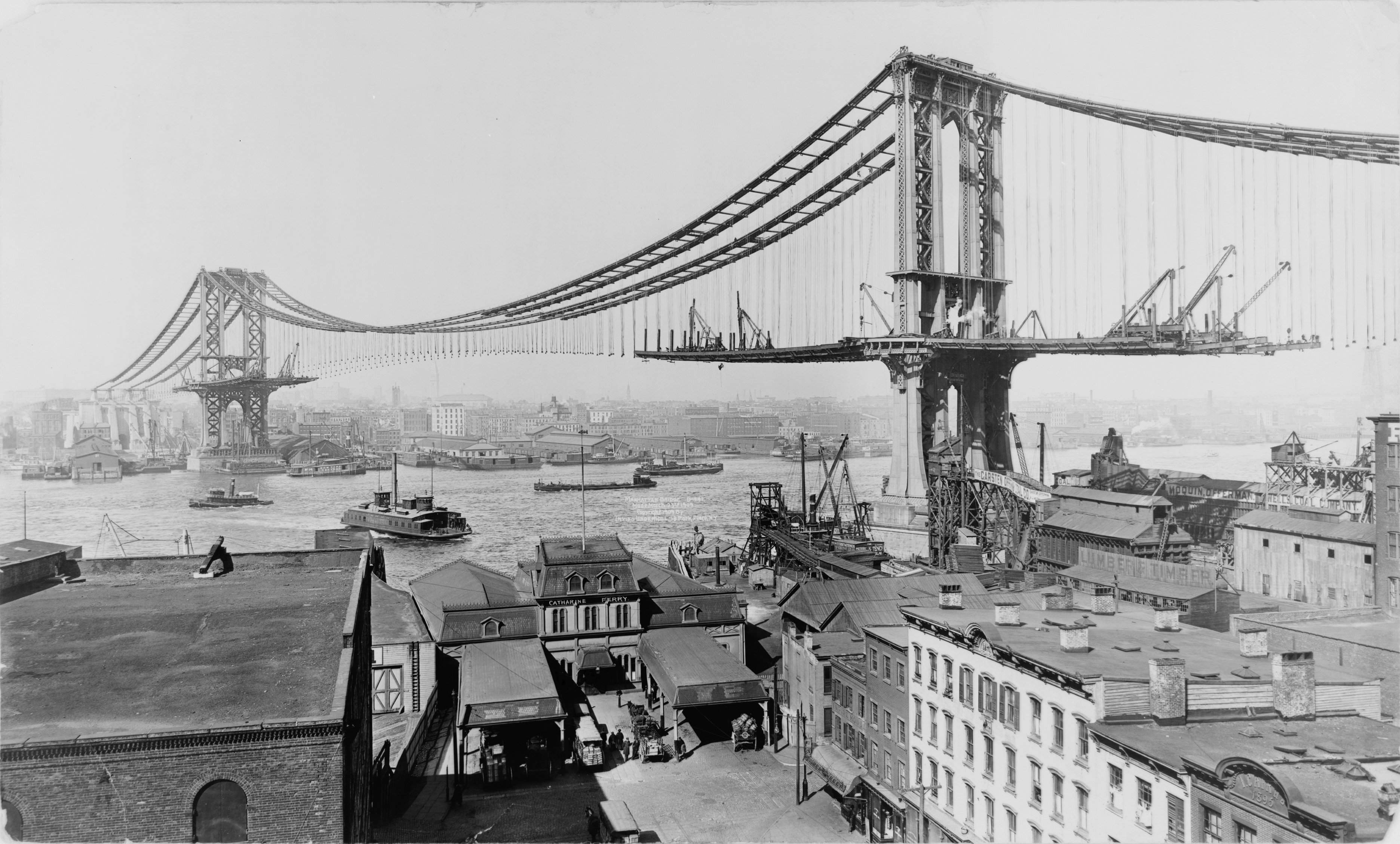
Manhattan Bridge w 1909 roku

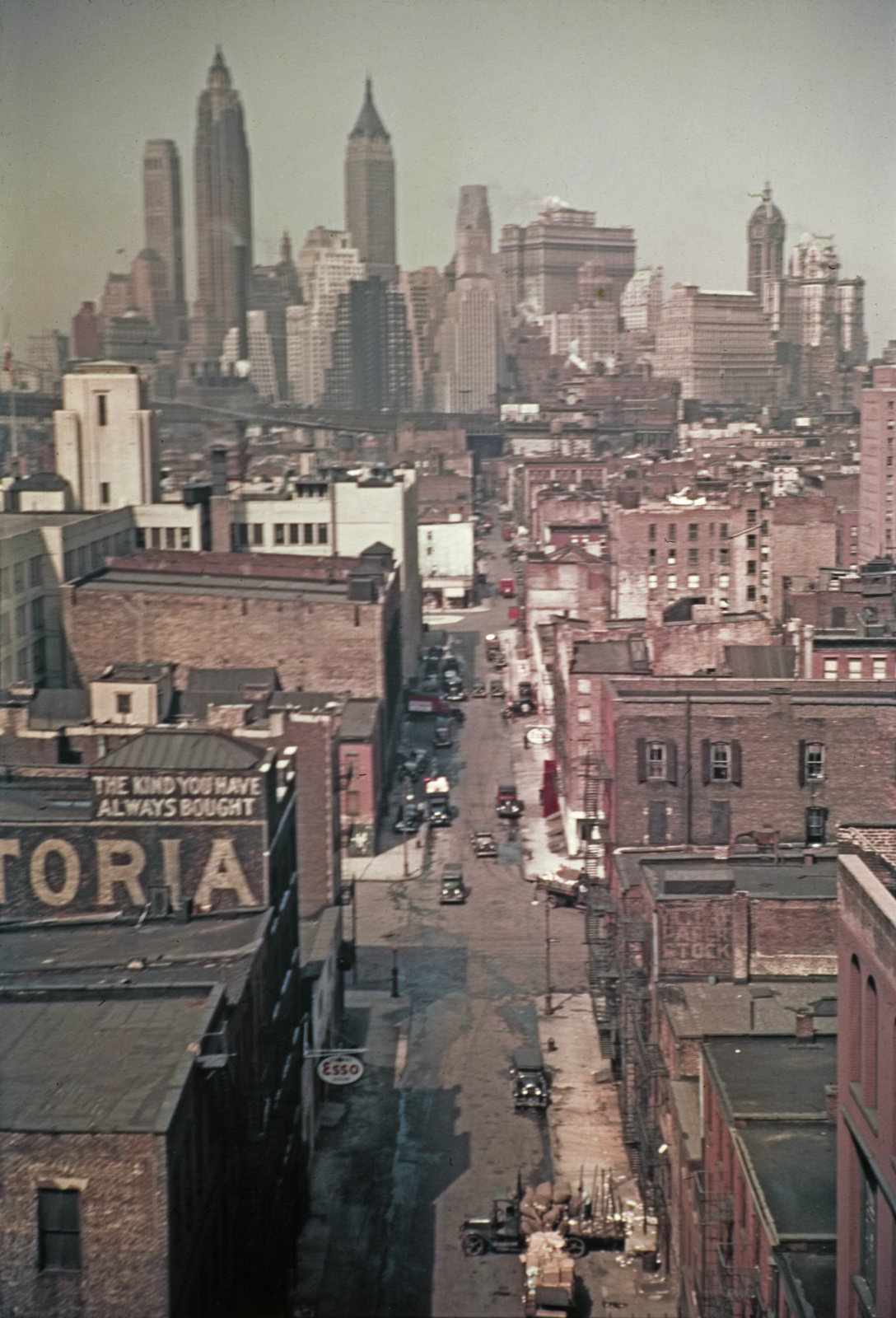
Widok z Mostu Manhattańskiego na centrum Nowego Jorku w 1938 roku

Plan budowy mostu zaprezentował w 1901 roku Gustav Lindenthal, komisarz nowo powstałego New York City Department of Bridges. Zakładał on w pierwotnej wersji, że konstrukcja Manhattan Bridge będzie połączeniem niektórych elementów Brooklyn Bridge i Williamsburg Bridge. Prace budowlane rozpoczęły się 1 października 1901 roku, chociaż wciąż jeszcze trwały dyskusje nad ostateczną koncepcją. Dwa lata później Lindenthal przedstawił nowy projekt, który został jednak odrzucony, ponieważ zarzucono mu masywność stalowych pylonów i zbyt głębokie kratownice usztywniające oraz odrzucenie tradycyjnej, linowej konstrukcji wiszącej i zastąpienie jej łańcuchowym rozwiązaniem z oczkowymi wieszakami. Po kontrowersjach wokół projektu Lindenthala nowym komisarzem New York City Department of Bridges został George Best, który na głównego inżyniera nadzorującego budowę mostu mianował Othniela Fostera Nicholsa. Doradcą Nicholsa został doświadczony inżynier Rudolf Modrzejewski (Ralph Modjeski), który po konsultacjach wybrał rozwiązanie czterokablowego mostu wiszącego. Obliczenia konstrukcji wykonał Leon Moisseiff, który zaproponował użycie przy budowie nowej, mało jeszcze znanej i rzadko stosowanej teorii zginania. Most został otwarty 31 grudnia 1909 roku, mimo że jego budowa zakończyła się ostatecznie dopiero w 1912 roku. Całkowity koszt budowy wyniósł 31 mln dolarów. Most został przebudowany w latach 40. W 1982 roku Manhattan Bridge objęto programem renowacji i rozpoczęto szereg prac, które mają trwać co najmniej do 2013 roku. W styczniu 2010 roku rozpoczęto wymianę wszystkich kabli na których opiera się konstrukcja mostu.